# Crocomela fusifera
Crocomela fusifera är en fjärilsart som beskrevs av Walker 1856. Crocomela fusifera ingår i släktet Crocomela och familjen björnspinnare. Inga underarter finns listade i Catalogue of Life.